# غوري خان
غوري خان (بالهندية: गौरी ख़ान)‏، (بالأردوية: گوری خان)‏، (بالبنجابية: ਗੌਰੀ ਖ਼ਾਨ)‏ (8 أكتوبر 1970-)، منتجة أفلام هندية وزوجة نجم بوليوود شاه رخ خان.
غوري أيضًا هي مصممة ديكور داخلي، صممت مساحات للأفراد البارزين مثل موكيش أمباني وروبرتو كافالي ورالف لورين بالإضافة إلى عدد من المشاهير. في عام 2018 اختارتها مجلة فورتشن كواحدة من أقوى 50 امرأة.

## حياتها
ولدت باسم غوري تشيببر في دلهي لوالدين من أصول بنجابية هندوسية، والدتها هي (سافيتا) أما والدها فهوالكولونيل (راميش تشاندرا تشيببر) وكلاهما ينتمي إلى هوشياربور [الإنجليزية]. نشأت في ضواحي دلهي. أكملت تعليمها في مدرسة لوريتو كونفينت، وأكملت دراستها الثانوية من مدرسة مودرن سكول فاسانت فيهار في نيودلهي، وتخرجت من كلية ليدي شري رام بدرجة البكالوريوس مع مرتبة الشرف في التاريخ. أكملت أيضًا دورة مدتها ستة أشهر في تصميم الأزياء من المعهد الوطني لتكنولوجيا الموضة، وتعلمت الخياطة بسبب النشاط التجاري لوالدها في الملابس.[بحاجة لمصدر]
تزوجت شاه رخ خان، الذي أصبح واحداً من أكبر العناصر الفاعلة في بوليوود وصناعة السينما، وأنتج بعض الأفلام التي كان هو الفاعل الرئيسي فيها، بما في ذلك بهلي، مين هون نا، هابي نيو يير، وأوم شانتي أوم.
كما قدمت دور ضيف شرف في أوم شانتي أوم.

## حياتها الخاصة
التقى غوري لأول مرة بشاه رخ خان عام 1984 في دلهي، قبل أن يبدأ مسيرته المهنية الناجحة في بوليوود. تزوجا في 25 أكتوبر 1991 في حفل زفاف هندوسي تقليدي بعد ست سنوات من الخطوبة.
لديهما ابن آريان (مواليد 1997) وابنة سوهانا (مواليد 2000). في عام 2013 ، أصبحا والدين لطفل ثالث اسمه أبرام الذي ولد من أم بديلة. وفقًا لشاه رخ خان الذي يدين بالإسلام، فإنه يحترم دين زوجته كثيرًا، وأبناءهم يتبعون الديانتين. في المنزل يضع القرآن بجانب الآلهة الهندوسية.

## أفلامها

### إنتاج
| السنة | الفيلم                  | ملاحظات                                                                          |
| ----- | ----------------------- | -------------------------------------------------------------------------------- |
| 2004  | مين هون نا              | Nominated — جائزة فيلم فير لأفضل فيلم                                            |
| 2005  | Paheli                  |                                                                                  |
| 2007  | أوم شانتي أوم           | Also دور الكاميو in the end credits Nominated — Filmfare Award for Best Film     |
| 2009  | Billu                   |                                                                                  |
| 2010  | اسمي خان                | co-produced with دارما للإنتاج Nominated — Filmfare Award for Best Film          |
| 2011  | Always Kabhi Kabhi      |                                                                                  |
| 2011  | را.وان                  |                                                                                  |
| 2012  | طالب السنة              | co-produced with Dharma Productions                                              |
| 2013  | تشيناي إكسبريس          | co-produced with يو تي في مويشن بيكتشرز Nominated — Filmfare Award for Best Film |
| 2014  | سنة جديدة سعيدة         | Also دور الكاميو in the end credits                                              |
| 2015  | دلوالي                  | co-produced with Rohit Shetty Productions                                        |
| 2016  | دير زينداجي             | co-produced with Dharma Productions and Hope Productions                         |
| 2017  | رييس                    | co-produced with اکسل انترتینمنت ‏                                                |
| 2017  | عندما التقى هاري وسيجال | co-produced with Window Seat Films                                               |
| 2017  | اتفاق                   | co-produced with Dharma Productions and B.R. Studios                             |
| 2018  | Zero                    | co-produced with كلر يلو برودكشن ‏                                                |
| 2019  | بادلا                   | co-produced with Azure Entertainment                                             |

## وصلات خارجية
- غوري خان على موقع IMDb (الإنجليزية)
- غوري خان على موقع قاعدة بيانات الفيلم (الإنجليزية)